# Band-gap engineering
Il band-gap engineering è l'insieme delle tecniche e dei processi che permettono di controllare e ingegnerizzare in maniera precisa le giunzioni (zone interfacciali che si presentano quando si pongono a contatto materiali con un diverso reticolo cristallino) e le bande proibite di materiali, tipicamente semiconduttori. Grazie a queste procedure si ottengono precise proprietà elettroniche e ottiche, derivanti della creazione di nuovi stati elettronici. Gli stati elettronici vengono determinati dall'accoppiamento di diverse leghe di semiconduttori e metalli in strati contigui. In genere il band-gap engineering viene realizzato su scala nanometrica in quanto è più facile controllare il disadattamento (mismatch) dei reticoli all'interfaccia tra gli strati, così da evitare difetti cristallini. Il band-gap engineering trova le sue maggiori applicazioni nei campi della fotonica, come la fotoluminescenza e il foto-assorbimento, nei campi energetici, come immagazzinamento dell'energia e la sua conversione, in dispositivi come celle fotovoltaiche e in molti dispositivi elettronici di larga distribuzione.

## Descrizione
Il band-gap engineering è tipicamente realizzato con materiali semiconduttori sia tramite il controllo della composizione di una stessa lega o tramite la giunzione tra strati con composizioni diverse.
L'idea di base è che si possono creare nuovi semiconduttori legando e mescolando altri semiconduttori, ottenendo così il band-gap con le caratteristiche desiderate.
Per facilitare lo studio del band-gap engineering nei semiconduttori sono stati realizzati dei grafici che mettono in relazione l'energia del band-gap delle leghe dei semiconduttori in funzione del parametro reticolare. Si può quindi andare a identificare il tipo di substrato da utilizzare per realizzare la struttura che presenta l'ingegnerizzazione del band-gap a seconda del materiale che si vuole depositare, potendo conoscere in precedenza il lattice mismatch, evitando la formazione di dislocazioni all'interfaccia. Si può anche determinare la precisa composizione della lega di semiconduttore adatta ad avere il band-gap voluto.

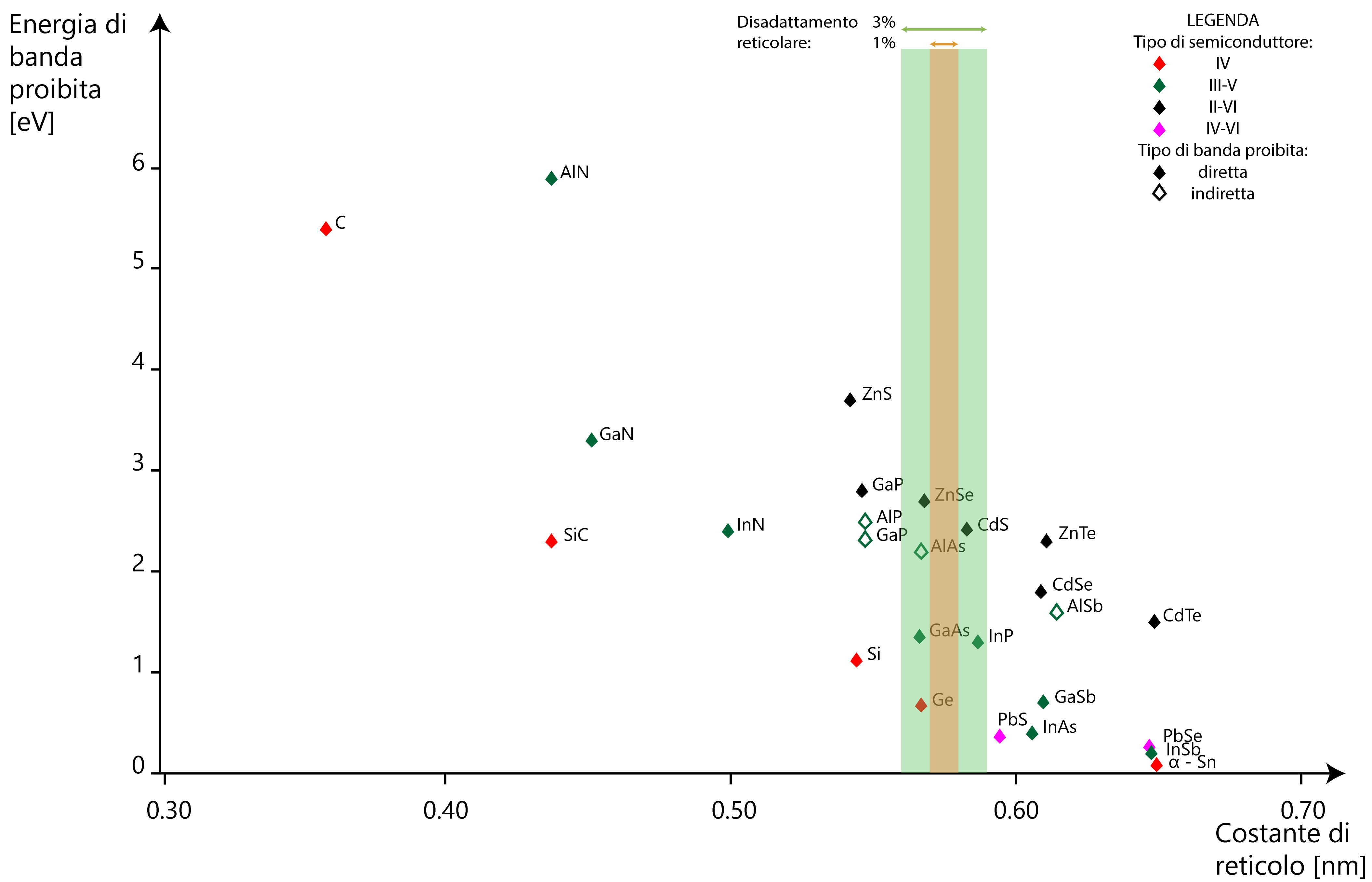
Diagramma che lega il parametro reticolare di vari semiconduttori alla relativa energia di banda proibita. Possedendo queste informazioni è possibile ingegnerizzare al meglio il proprio materiale, eventualmente realizzando leghe per ottenere il band-gap specifico voluto. È stato esemplificato con una zona verde il limite massimo del 3% di disadattamento di reticolo nel caso di strati semiconduttori a contatto.

### Affinità elettronica
Un altro parametro importante nello studio del band-gap engineering è l'affinità elettronica che indica l'energia massima ceduta all'elettrone del semiconduttore prima che questo venga allontanato dal materiale.
Il suo valore è determinato dalla differenza tra il livello di vuoto {\displaystyle E_{0}} e il livello della banda di conduzione {\displaystyle E_{c}}
{\displaystyle \chi =\ E_{0}-E_{C}}
La regola dell'affinità elettronica (electron affinity rule, Anderson's rule) afferma che quando si costruisce un diagramma della banda energetica delle giunzioni tra i semiconduttori, i livelli di vuoto devono essere allineati, in modo da permettere di calcolare la discontinuità nella banda di conduzione e valenza tra i diversi semiconduttori:
{\displaystyle \Delta E_{c}=E_{cB}-E_{cA}=e(\chi _{B}-\chi _{A})}
{\displaystyle \Delta E_{v}=E_{vB}-E_{vA}=e(\chi _{B}-\chi _{A})+\Delta E_{g}}
dove {\displaystyle \Delta E_{c}}è la discontinuità nella banda di conduzione, {\displaystyle \Delta E_{v}}è la discontinuità nella banda di valenza, {\displaystyle E_{cB}}è la banda di conduzione per il semiconduttore B, {\displaystyle E_{cA}}è la banda di conduzione per il semiconduttore A, {\displaystyle E_{vB}}è la banda di valenza di B, {\displaystyle E_{vA}}è la banda di valenza di A, {\displaystyle \chi _{B}}è l'affinità elettronica di B, {\displaystyle \chi _{A}}è l'affinità elettronica di A, "{\displaystyle e}" è la carica dell'elettrone, {\displaystyle \Delta E_{g}}è la differenza tra i band-gap dei due materiali.

### Giunzione
Un altro parametro fondamentale per il band-gap engineering è il tipo di giunzione: si possono distinguere l'omogiunzione (come le giunzioni p‑n), l'eterogiunzione e la giunzione di Schottky, che è una giunzione tra un metallo ed un semiconduttore.

### Confinamento quantico
Il confinamento quantico è il fenomeno fisico per il quale il moto degli elettroni e delle buche viene confinato in una o più dimensioni mediante barriere di potenziale. Tale fenomeno fisico si presenta quando la grandezza del materiale è comparabile a due volte il raggio di Bohr. Quando i materiali raggiungono tale grandezza, le proprietà fisiche e optoelettroniche variano sostanzialmente dalle proprietà dal materiale bulk.
La conseguenza più importante del confinamento quantico è la dipendenza della banda proibita (band-gap) dalla dimensione, per i semiconduttori nanocristallini. Infatti, andando a confinare l’eccitone del semiconduttore, il band-gap può essere modificato in maniera precisa a seconda della grandezza e del grado di confinamento.
Esistono tre tipi strutture quantiche confinate:
- Pozzo quantico: Una dimensione confinata, i portatori di carica hanno libertà di movimento nelle altre due.
- Filo quantico: Due dimensioni confinate, i portatori di carica hanno libertà di movimento in una dimensione.
- Punto quantico: Tre dimensioni confinate, i portatori di carica non hanno libertà di movimento in alcuna direzione.

Il confinamento dell’eccitone può venir descritto dal problema della “particella nella buca di potenziale” (electron in a box). Infatti, se si è in condizione di confinamento, lo spettro energetico diventa quantizzabile ovvero permette di ottenere una serie di bande di energia discrete. Un aumento del grado di confinamento comporta una maggiore discretizzazione delle bande di energia e quindi anche della banda proibita.

## Band-gap engineering 0D
Il band-gap engineering 0D viene eseguito principalmente su nanocristalli di semiconduttori in soluzione colloidale, conosciuti anche come “Quantum Dots” (nanoparticelle). In particolare, i nanocristalli di semiconduttore sono sistemi eterostrutturati core/shell. In particolare, si può ingegnerizzare il band-gap attraverso la composizione, la dimensione e l’alligazione.

### Composizione
In base alla composizione dei diversi semiconduttori e alla posizione spaziale delle loro relative bande di conduzione e di valenza, esistono tre tipi di sistemi core/shell, dove viene indicata con {\displaystyle E_{g}}come energia del band-gap:

#### Primo tipo
{\displaystyle E_{g}}shell >{\displaystyle E_{g}}core. Esempio: CdS/ZnSe

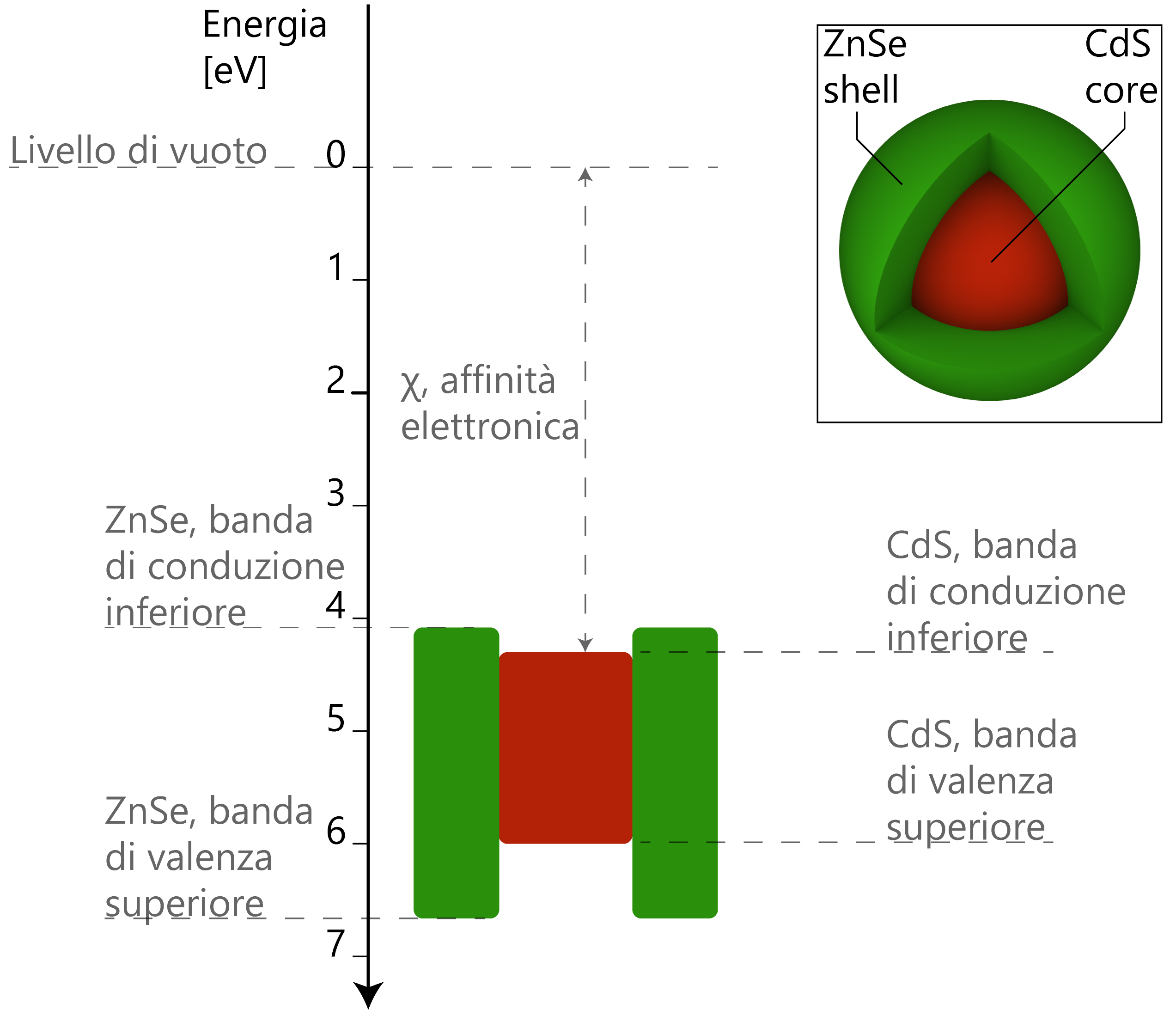
Esempio descrittivo di struttura energetica e tridimensionale di una nanoparticella core-shell del primo tipo. La banda proibita dello strato esterno è maggiore di quella dello strato interno.

Gli elettroni e le buche sono confinati nel core. La struttura viene utilizzata per passivare la superficie del core con l’obiettivo di aumentare le proprietà ottiche. Infatti, la shell , ricoprendo il core, crea una buca di potenziale che concentra i portatori di carica lontano dall'interfaccia all'interno della nanoparticella e passiva i legami superficiali che possono fungere da trappole per i portatori di carica, riducendo così l’efficienza quantica.

#### Secondo tipo
Banda conduzione e valenza del core sono entrambi più alti o più bassi dei bordi della banda della shell. Esempio: CdS/ZnTe
In questo caso si ha una separazione delle buche e degli elettroni. È utilizzata per dispositivi fotovoltaici, in particolare con lo sviluppo di materiali anisotropi, dove la segregazione delle cariche è direzionale.

#### Primo tipo inverso
{\displaystyle E_{g}}shell < {\displaystyle E_{g}}core.  Esempio: ZnS/CdSe
Si ha una maggiore probabilità di trovare portatori di carica nella shell. All'aumentare dello spessore dello strato esterno si modifica la lunghezza d’onda di emissione e quindi il band-gap (all'aumentare dello spessore ho uno spostamento delle lunghezze d'onda di fluorescenza verso il rosso). Con l’aggiunta di una seconda shell si può migliorare l’efficienza quantica del nanocristallo.

### Dimensione
Nei nanocristalli di materiale semiconduttore è possibile esprimere in termini di band-gap, l’energia di emissione in funzione del materiale e della sua grandezza. Ciò è esprimibile attraverso la formula di Brus:
{\displaystyle \Delta E(r)=E_{\mathrm {gap} }+{\frac {h^{2}}{8r^{2}}}\left({\frac {1}{m_{\mathrm {e} }^{*}}}+{\frac {1}{m_{\mathrm {h} }^{*}}}\right).}
Dove:
{\displaystyle \Delta E(r)}: band-gap effettivo
{\displaystyle E_{gap}}: band-gap del materiale
{\displaystyle h}: costante di Planck
{\displaystyle r}: raggio del nanocristallo
{\displaystyle m_{\mathrm {e} }^{*}}: massa efficace dell’elettrone
{\displaystyle m_{\mathrm {h} }^{*}}: massa efficace della buca
Nel caso particolare di nanocristalli in una soluzione colloidale, non valgono più le ipotesi della “particella nella buca di potenziale” perché non si avrà più un potenziale {\displaystyle V=\infty } che confina la superficie del nanocristallo, ma si avranno le energie dei corrispettivi orbitali di frontiera del solvente in cui il sistema è immerso. Perciò i valori degli autovalori dell’equazione di Schroedinger avranno valori diversi da quelli calcolati nel problema della particella nella buca di potenziale e perciò l’equazione di Brus risulta in parte errata.  Ciò significa che la probabilità di trovare dei portatori di carica all'esterno delle barriere di potenziale della nanoparticella non è più zero e ciò può avere come conseguenza una perdita di portatori di carica e quindi un’ipotetica perdita di efficienza quantica.

### Alligazione
All’interfaccia solido/solido tra core e shell si ha un certo grado di stress dovuto alla differente costante di reticolo dei due semiconduttori. Questo stress all’interfaccia può fungere da “trappola” per i portatori di carica e diventare un sito di ricombinazione radiativa o meno, dell'eccitone. Ciò può comportare una perdita di portatori di carica e quindi una diminuzione dell’efficienza quantica dei nanocristalli. Tale problema può venire risolto mediante l’alligazione.
Portando il sistema a temperature tra i 250-350 °C, si può ottenere uno strato di interdiffusione all’interfaccia tra core e shell che diminuisce gli stress dovuti alla differenza delle costanti reticolari. Nel caso in cui la durata del trattamento termico sia elevata, si ottiene una completa alligazione grazie all'equilibrio termodinamico, portando un'eterostruttura a una struttura omogenea, lega dei due semiconduttori di partenza.
Il band-gap che si ottiene sia nello strato di interdiffusione che nel nanocristallo omogeneo creatosi è esprimibile mediante la Legge di Vegard estesa al band-gap.
Supponendo di avere il core di CdSe e la shell di ZnSe, il band-gap della lega, utilizzando la Legge di Vegard, sarà:
{\displaystyle E_{g}\ (Cd_{x}Zn_{1-x}Se)=xE_{g}(CdSe)+(1-x)E_{g}(ZnSe)+b(1-x)}
Dove b è il bowing paramater.

## Sintesi
Per quanto riguarda la sintesi di strutture che permettono un'ingegnerizzazione della banda proibita, alcune delle condizioni fondamentali sono l’energia interfacciale, la miscibilità dei materiali e il lattice mismatch. Alcuni parametri fondamentali invece sono la scelta del reagente appropriato per la deposizione del materiale scelto, la sequenza d'inserimento dei reagenti, il controllo cinetico dell’immissione dei reagenti, la selezione dei leganti organici di superficie quando questo richiesto dalla morfologia che si vuole ottenere.

### SILAR (Successive Ion Layer Adsorption and Reaction)
La tecnica SILAR, che può essere resa in italiano come adsorbimento e reazione di livelli ionici successivi, sta alla base della realizzazione di strutture nanometriche multistrato e può essere attuata, con vari accorgimenti, su oggetti 0D, 1D, oppure 2D. Lo sviluppo iniziale della tecnica SILAR è avvenuto per la produzione di strutture bidimensionali.
Per quanto riguarda la sintesi per strati ionici successivi effettuata su strutture bidimensionali, questa può venire schematizzata dalla formula seguente:
{\displaystyle (pK_{aq}^{a+}+qX_{aq}^{b-})_{l}+(b'Y_{aq}^{q'+}+aA^{p-})_{l}\rightarrow pKaA_{s}\downarrow +qX_{aq}^{b-}+b'Y_{aq}^{q'+}}
Dove K sta a simboleggiare il catione, p il numero di cationi, a la carica numerica del catione, X uno ione con carica negativa nel precursore cationico, q il numero di ioni, b la carica numerica degli ioni, Y lo ione legato allo ione calcogeno (elementi del gruppo 16),  b’ il numero di Y, q’ la carica numerica di Y, A l’anione calcogeno ed a’ il numero di A.
Nel caso di presenza di un agente complessante nella reazione, la formula può essere modificata come segue:
{\displaystyle P[(KC)^{a+}]_{aq}+qX_{aq}^{b-}+b'Y_{aq}^{q'+}+aA^{p-}\rightarrow pKaA_{s}\downarrow +qX_{aq}^{b-}+b'Y_{aq}^{q'+}+C}
Dove con C è indicato il complessante.
I passi fondamentali della crescita tramite SILAR possono essere identificati in:
Adsorbimento, passo in cui i cationi presenti nella soluzione di precursore vengono adsorbiti sulla superficie del substrato e formano il doppio strato elettrico di Helmholtz. Questo è costituito dallo strato interno, caricato positivamente grazie ai cationi e dallo strato esterno, caricato negativamente dai contro cationi.
Primo risciacquo: questo passaggio viene effettuato per rimuovere dallo strato di diffusione gli ioni adsorbiti in eccesso, {\displaystyle pK^{a+}}e {\displaystyle qX^{b-}}, e ottenere uno strato saturato. La soluzione con cui solitamente viene eseguito il risciacquo è acqua altamente purificata e deionizzata.
Reazione: in questo passaggio del procedimento vengono introdotte le specie anioniche {\displaystyle aA^{p-}}attraverso il precursore adatto, e grazie alla bassa stabilità del composto si viene a creare sul substrato uno strato di materiale a composizione {\displaystyle pKaA_{s}}dovuto alla reazione tra cationi e anioni, i primi legati al substrato ed i secondi in soluzione.
Secondo risciacquo: ultimo passaggio del procedimento SILAR, dove tutte le specie in eccesso, che si trovano nello strato di diffusione, vengono rimosse.
Seguendo questo ciclo di operazioni si depone uno strato di materiale alla volta ed il risultato ottenuto, in termini di crescita epitassiale delle superfici, può essere confrontato con tecnologie di caratterizzazione delle strutture come la spettroscopia ottica, TEM, XRD, XPS. Si vede sperimentalmente che lo spessore degli strati depositati non è mai di un preciso strato atomico ma sempre maggiore o minore. Queste imprecisioni sono dovute alla qualità delle soluzioni precursore, ai loro valori di pH, alle loro concentrazioni, controioni e rispettivi tempi d'immersione e risciacquo.
Un esempio di crescita tramite la tecnica SILAR di strutture non bidimensionali è legata alla produzione di strutture zero-dimensionali: nanoparticelle core-shell (cioè con una struttura interna ed una esterna differenziate da una interfaccia, rispettivamente chiamate core e shell).  La realizzazione di strutture di questo tipo si serve della crescita di singoli strati cationici in modo simile a quanto succede per il caso bidimensionale, con la differenza che il substrato in questo caso sono delle nanoparticelle vere e proprie e non una lastra di vetro, e che a causa di questo non possono esserci dei risciacqui a seguire le iniezioni di precursore delle componenti.
L'esempio della realizzazione di punti quantici core-shell {\displaystyle CdTe/CdS} può essere di aiuto alla comprensione del procedimento. Dopo aver ricavato delle nanoparticelle di composizione {\displaystyle CdTe}, stabilizzate in acido 3-mercaptopropionico (MPA), si pone queste in una soluzione all'interno di un becher a tre colli e si riscaldano fino alla temperatura desiderata, a questo punto vengono immesse nella stessa soluzione le soluzioni precursore del cadmio e dello zolfo nelle quantità determinate dal calcolo del numero di atomi superficiali di una nanoparticella in funzione della sua grandezza ed in modo controllato ad una velocità di 0.1 mol/min. Tanti più sono gli strati che si vuole aggiungere al sistema, tanto più voluminosa deve essere la soluzione di precursori iniettata. Per la procedura qui presentata, se si vuole ricoprire di un singolo strato di {\displaystyle CdS}una soluzione 2{\displaystyle \mu mol}di {\displaystyle CdTe}con diametro 1.5 nm, saranno necessari 2.8 mL di soluzione precursore di cadmio e zolfo.
L'importanza della sintesi di strutture come queste sta nella possibile grande scelta di componenti per il sistema, che permette un'ingegnerizzazione del band-gap molto varia, sempre all'interno delle condizioni di crescita epitassiale.

### Scambio cationico
Questa tecnica è parte degli ultimi avanzamenti nelle tecnologie di sintesi di nanocristalli e in genere di strutture colloidali nanometriche tenute a possedere una elevata complessità. Lo scambio cationico può venire meglio identificato come un processo di modifica chimica post-sintesi, invece che di sintesi vera e propria, la base è, infatti, andare a sostituire le specie cationiche presenti nel materiale con altre presenti nella soluzione in cui è immerso il materiale. La tecnica è conosciuta dal secolo scorso per strutture macroscopiche (cristalli, ma anche minerali, come la sostituzione minerale geologica che avviene in {\displaystyle CaCO_{3}}e {\displaystyle Al_{2}SiO_{5}}) ma il tempo di scambio nel materiale richiede un tempo troppo lungo, non operativo. I vantaggi portati dalla scala nanometrica sono un elevato accesso superficiale e una riduzione sostanziale delle barriere di diffusione ionica che portano al completamento dello scambio cationico in nanocristalli in tempi dell'ordine dei secondi.
Altri vantaggi dello scambio cationico possono essere identificati nella realizzazione di etero-strutture dipendenti dalla fase e dalla miscibilità delle componenti presenti. Grazie alle condizioni termodinamiche alla nanoscala si può raggiungere fasi metastabili della struttura che alla macroscala non sarebbero ottenibili. La miscibilità e la percentuale di scambio cationico delle strutture implicano la possibile realizzazione di strutture core-shell oppure di un semplice nanocristallo dopato. Le possibilità concesse sono limitate soltanto dalla conoscenza della tavola periodica e di un suo oculato utilizzo.
Il meccanismo con cui viene realizzato lo scambio cationico è schematizzabile in una reazione del tipo:
{\displaystyle M^{n+}(liquido)+CA(cristallo)\rightarrow C^{n+}(liquido)+MA(cristallo)}
dove M è lo ione metallico della soluzione immessa, C e A sono rispettivamente il catione e l'anione del materiale di base, n è la carica dello ione entrante ed in questo caso anche di quello base del materiale a esemplificare una reazione isovalente, condizione che non sempre si verifica. Preso come esempio lo scambio cationico che avviene nel sistema {\displaystyle CdS\rightleftarrows Cu_{2}S}, e controllando le energie associate ai vari step della reazione:
{\displaystyle {\begin{matrix}CA\rightarrow C+A&dissociazione,160{\dfrac {kJ}{mol}}\\M^{n+}\rightarrow M&desolvatazione,400{\dfrac {kJ}{mol}}\\M+A\rightarrow MA&associazione,-130{\dfrac {kJ}{mol}}\\C\rightarrow C^{n+}&solvatazione,-1575{\dfrac {kJ}{mol}}\end{matrix}}}
Dalla somma delle energie di reazione delle sottoreazioni, si vede chiaramente che in questo caso il contributo maggiore è dato dalla solvatazione di quello che era il catione base del metallo, il che significa che una migliore solvatazione dello ione cadmio nella soluzione ospite, favorirà tutta la reazione di scambio cationico.
La grande diversità delle reazioni possibili rende attraente per l'ingegnerizzazione della banda proibita questo metodo di sintesi, che permette di modificare a piacimento, attraverso l'associazione di interfacce tra materiali prescelti, le bande energetiche dei materiali prodotti consentendo di sceglierne a priori le proprietà optoelettroniche. Un ulteriore vantaggio della realizzazione di nanostrutture attraverso questo metodo di sintesi è dato dalla possibilità di ottenere materiali biocompatibili, difficilmente sintetizzabili direttamente come nanoparticelle, che presentano proprietà elettriche tali da poter fungere da bio-marcatori.

## Applicazioni
Esistono numerosi risvolti pratici del band-gap engineering, si passa dal campo dell’elettronica a quello della fotonica, dal fotovoltaico allo stoccaggio di energia. Di seguito vengono riportati alcuni esempi.

### Transistor
I transistor sono dispositivi elettronici formati da materiali semiconduttori che permettono di regolare il flusso di corrente in un circuito elettrico.
Nel corso degli anni sono stati sviluppati vari modelli con caratteristiche differenti, gli heterojunction bipolar transistor (HBT) sono un esempio di come l’ingegnerizzazione del band-gap permetta di ottenere dei miglioramenti nelle prestazioni.

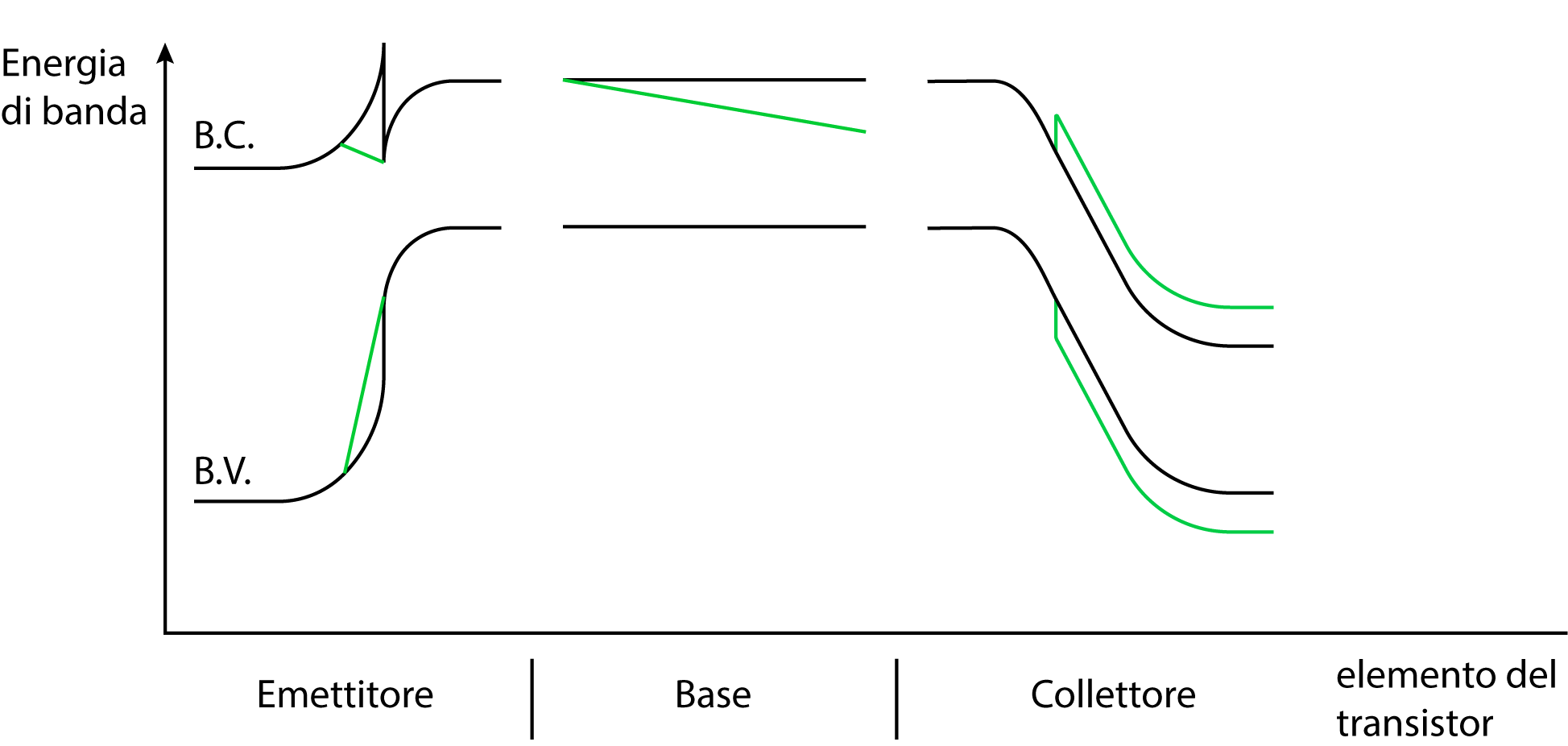
Diagramma di banda di un transistor drogato n-p-n, dove sono evidenziate dalle linee verdi le possibili modifiche di band-gap attuabili attraverso tecniche di modifica composizionale graduale all'interfaccia e aggiunta di strati di materiale semiconduttore. B.C. e B.V. sono rispettivamente la banda di conduzione e di valenza.

Gli HBT sono formati da tre component: emettitore, base e collettore. A differenza dei transistor a giunzione bipolare negli HBT vengono utilizzati semiconduttori di natura diversa. L’utilizzo di semiconduttori diversi permette di migliorare le prestazioni del dispositivo ad esempio utilizzando materiali con band-gap maggiori nell’emettitore o modificando la composizione della base per velocizzare il passaggio degli elettroni. Un esempio della realizzazione di un band-gap di questo tipo, dove viene facilitato il passaggio degli elettroni cambiando la composizione dei semiconduttori (la modifica può essere anche ristretta ad una distanza dell'ordine dei nanometri).

### Celle solari
Il band-gap engineering trova applicazione anche nelle nuove celle solari. Per la maggior parte le celle solari sono composte da strati di materiali semiconduttori. La scelta degli accoppiamenti, dei drogaggi, e delle dimensioni di questi strati sono operazioni che permettono di ingegnerizzare le bande di conduzione e di valenza. Così facendo è possibile migliorare l’assorbimento dello spettro solare, velocizzare il trasporto di cariche nel dispositivo oppure si possono creare delle zone di confinamento per cariche o buche. È quindi possibile ottenere strutture complesse a seconda di come verrà utilizzata la cella.
Altre applicazioni possono riguardare dispositivi d'illuminazione o display, in cui vengono utilizzati strati di film sottili o nanofili di semiconduttori. Sfruttando particolari composizioni e combinazioni di materiale è possibile ottenere fonti luminose efficienti e dal costo ridotto. Non sono ancora stati sviluppati ma in futuro si potrebbe essere in grado di utilizzare laser bianchi o multicolore per migliorare ulteriormente l’efficienza e la durabilità dei dispositivi.